# Jang Čengvu
Jang Čengvu (poenostavljena kitajščina: 杨成武; tradicionalna kitajščina: 楊成武; pinjin: Yáng Chéngwǔ), kitajski general, * 27. oktober 1914, Čangting, Fudžjan, Kitajska, † 14. februar 2004, Peking, Ljudska republika Kitajska.
Jang Čengvu, general, je bil vodja Generalštabnega oddelka Ljudske osvobodilne armade (1965-66).